# South Wimbledon (métro de Londres)
South Wimbledon (en anglais : South Wimbledon Underground Station),  est une station de la Northern line, branche de Morden, du métro de Londres, en zone Travelcard 3 & 4. Elle est située sur la High Street, à South Wimbledon (en), sur le territoire du borough londonien de Merton.

## Situation sur le réseau
La station South Wimbledon est établie sur la Northern line entre les stations Colliers Wood et Morden. Elle est en zone Travelcard 3 et 4.

## Histoire
La station construite par Charles Holden est mise en service le 13 septembre 1926 en tant que station de l'extension Morden de la City & South London Railway (C&SLR) qui deviendra plus tard la Northern line. La station est alors dénommée Merton Grove mais pour des raisons géographiques, à partir de 1928 elle apparait sur le plan du métro sous le nom de South Wimbledon (Merton), et dans les années 1950 la mention entre parenthèses Merton disparait.

## Services aux voyageurs

### Accès et accueil
La station est située sur Morden road. Le week-end elle est ouverte 24/24.

### Desserte

Installations et desserte
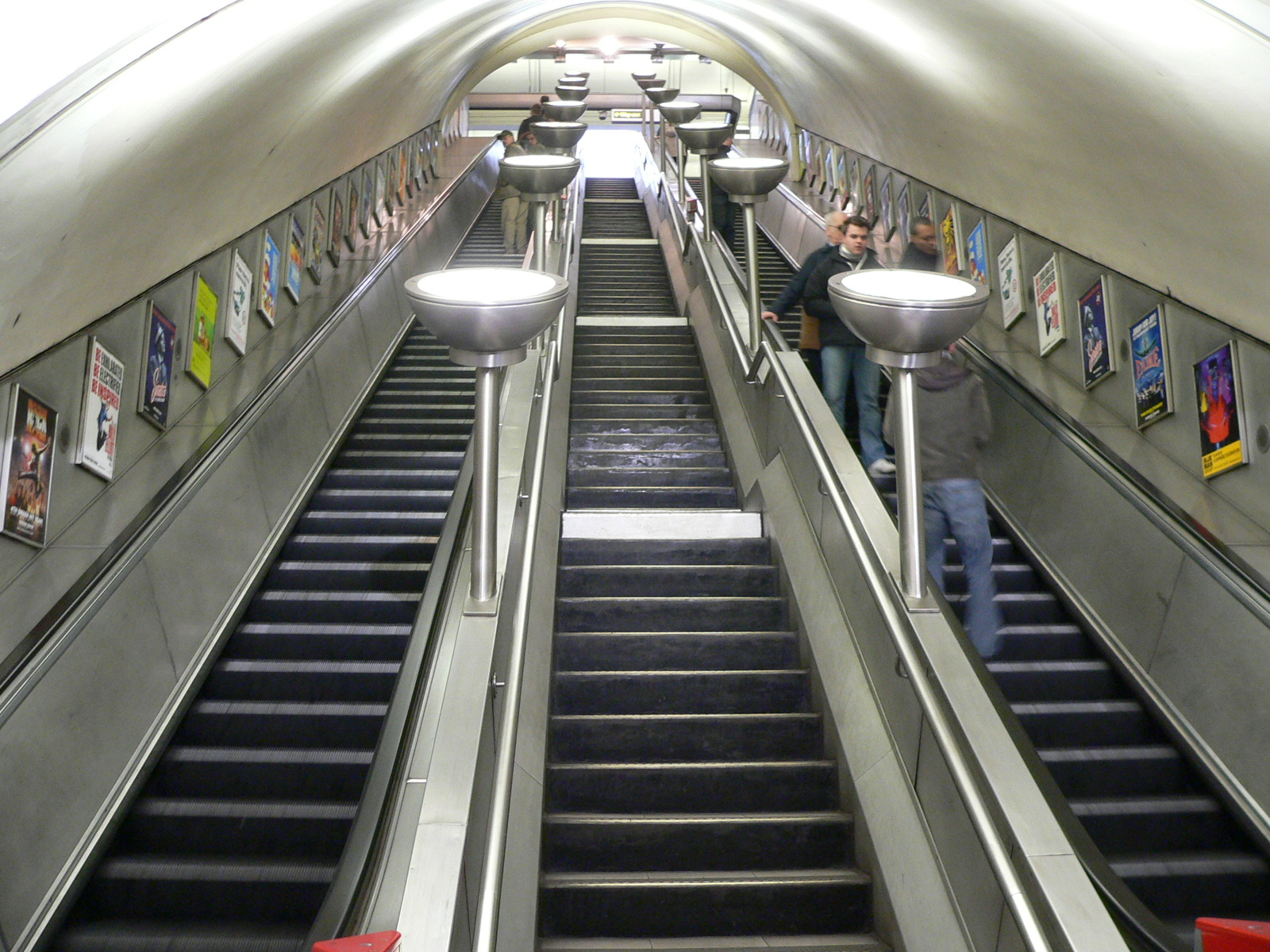
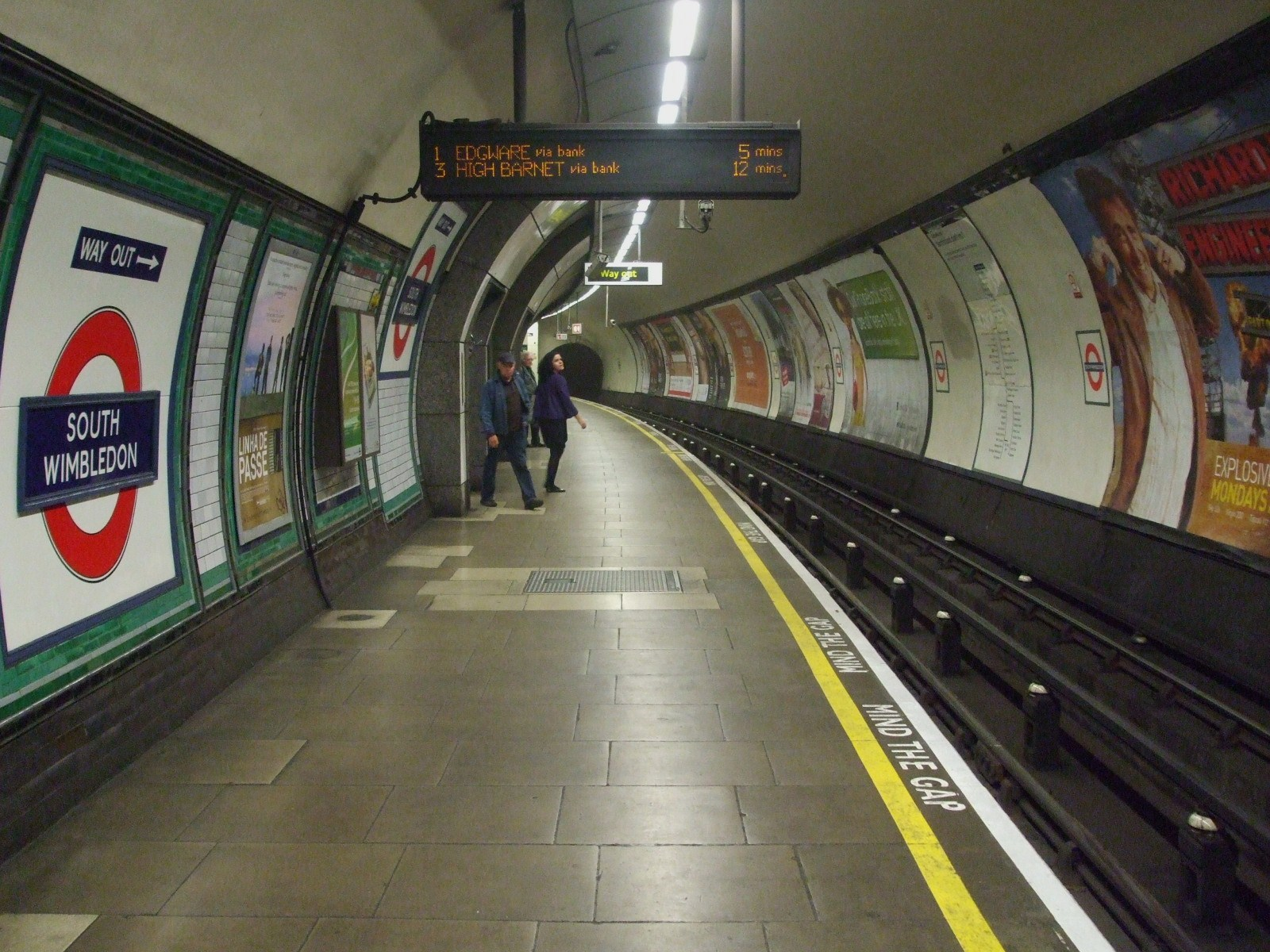
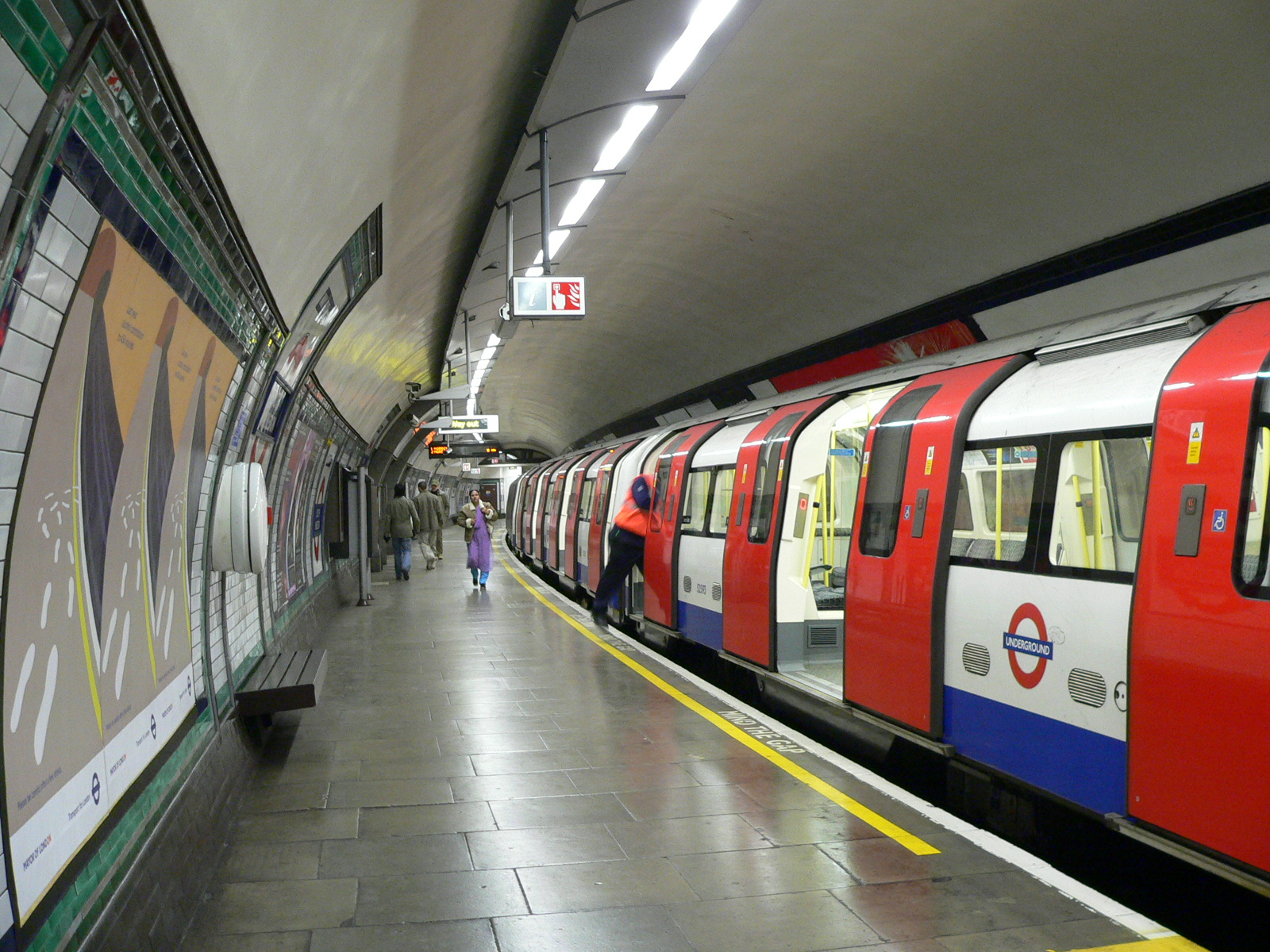

### Intermodalité
La station est en correspondance avec les lignes de bus suivantes : 57 (Kingston - Streatham Hill) toutes les 8 minutes, 93 (North Cheam - Putney) toutes les 7–8 minutes, 131 (Kingston - Tooting Broadway) toutes les 8–12 minutes, 152 (New Malden - Pollards Hill)  toutes les 12 minutes, 219 (Wimbledon - Clapham Junction) toutes les 12 minutes, 470 (Epsom - Colliers Wood) toutes les 30 minutes, 493 (Richmond Homebase - Tooting) toutes les 15 minutes.

## À proximité
- South Wimbledon (en)